# Sanja
Sanja je žensko osebno ime.

## Izvor imena
Ime Sanja je v južnoslovanskih jezikih mogoče povezovati z glagolom sánjati in s samostalnikom sánje. V ruskem jeziku je ime Sanja ljubkovalna oblika imena Aleksander, ustrezna ženska oblika Aleksandra pa se glasi Sanь 

## Različice imena
- moške različice imena: Sanja, Sanjo
- ženske različice imena: Sanija, Sanya, Sanjica

## Pogostost imena
Po podatkih Statističnega urada Republike Slovenije je bilo na dan 31. decembra 2007 v Sloveniji število ženskih oseb z imenom Sanja: 2.276. Med vsemi ženskimi imeni pa je ime Sanja po pogostosti uporabe uvrščeno na 114. mesto.

## Osebni praznik
V koledarju bi lahko ime Sanja glede na možen izvor uvrstili k imenoma Aleksandra in Aleksander.